# ۱۲۹۳ (قمری)
۱۲۹۳ (قمری)، هزار و دویست و نود و سومین سال در گاهشماری هجری قمری است. اول محرم این سال برابر با بیست و هشتم ژانویه سال ۱۸۷۶ میلادی است.

## درگذشتگان
سردار ملی ستار خان

## وابسته
- آقابزرگ تهرانی
- نظامیه علمیه و ادبیه
- علمی (روزنامه)